# Relations entre Chypre et la France
Les relations entre Chypre et la France sont des relations internationales s'exerçant au sein de l'Union européenne entre deux États membres de l'Union, la république de Chypre et la République française. Elles sont structurées par deux ambassades, l'ambassade de Chypre en France et l'ambassade de France à Chypre.

## Histoire

### Premiers contacts
Les relations entre Chypre et la France sont très anciennes. Durant la période des Francs, les deux cultures ont été liées : l'architecture gothique a été introduite sur l'île au XIIIe siècle et, parallèlement, plusieurs variétés de raisin cultivées à Chypre ont été rapportées vers la France, les vins chypriotes étaient alors fort prisés à la Cour. Les Lusignan, qui ont régné sur l'île au temps des Croisades, étaient originaires du Poitou. En 1571, Chypre passe sous le contrôle de la Sublime Porte, les relations diplomatiques avec la France concernent dès lors l'Empire ottoman. Cependant, en tant qu'une des Échelles du Levant, son activité commerciale dépend directement du roi de France. Il revient d'ailleurs à Colbert de réformer l'administration des Échelles afin de redonner au commerce français son essor.

### Premier consulat français et développement des relations commerciales
L'intérêt croissant pour le Levant favorise l'implantation des Français à Chypre. En 1676 est ouvert un premier consulat. Pendant deux siècles se succèderont des dizaines de consuls, dans le petit port de Larnaca, devenu le centre commercial de l'île de Chypre, placé sous la souveraineté du sultan de Constantinople. Charles de Montgrand y restera dix ans dans les années 1730. Les quelques marchands qui y résident se déchirent pour des rivalités commerciales. Cette petite communauté française vit sur une île alors dangereuse. Ange-Nicolas de Gardane, consul de 1748 à 1755, avait porté haut et ferme le drapeau de la France, lorsque la piraterie désolait la Méditerranée et qu'il avait, dit-on, fondu sa vaisselle et vendu les bijoux de sa femme pour armer des vaisseaux contre les ennemis du commerce français.
Benoît Astier fut en poste de 1755 à 1794 : sa place était primordiale comme centre d'observation de la croisière de guerre, entre Turcs et Anglais. La colonie, surtout composée de Provençaux, comptait une trentaine de personnes et fonctionnait comme une petite république, gérée par le consul qui assurait leur défense ainsi que la correspondance avec l'ambassade à Constantinople Il géra aussi avec attention un commerce qui se basait essentiellement sur le vin et les fleurs. La Révolution française vient modifier sérieusement la situation : la colonisation des îles Ioniennes par la France force le nouveau consul, Henri Mure, à assurer la protection de leurs ressortissants. Mais après l'invasion de l'Égypte par la flotte française, la position de la colonie française de Chypre devient périlleuse et le consulat est entouré de soldats venus de Nicosie. Mure restera prisonnier des Turcs deux années. Son successeur, le chevalier Joseph de Regnault, verra son consulat promu au statut de Commissariat de Chypre, avec des tâches politiques mais aussi d'intelligence militaire. Lors de la révolte sociale de 1804, il joua un rôle de médiateur de premier plan et laissa les pachas turcs rétablir le calme.

### XIXesiècle
La tâche de Jérôme Méchain, ancien de l'expédition française en Égypte, nommé à la suite de Regnault de 1820 à 1829, est marqué par les difficultés de soutenir un commerce actif avec l'Europe malgré les vexations provoquées par la guerre d'indépendance grecque. C'est le doyen de tous les consuls, Alexandre Pillavoine, qui prend la suite, après avoir été en poste à Saint-Jean d'Acre, Alep, Baltimore et Philadelphie entre 1802 et 1831. Il est remplacé par Louis-Édouard Gauttier d'Arc, qui se disait descendant du frère de « la pucelle », ami de George Sand et de Gérard de Nerval, puis par Alphonse Bossu, qui dut rendre compte de l'origine et de la nature des biens immobiliers obtenus par des Français au cours des dernières décennies, qui représentait la quasi-totalité des édifices de la ville. Vasse-Saint-Ouen, ancien consul à Odessa, et Maxime Raybaud, officier d'artillerie de 1813 à 1820, ne firent qu'un rapide passage au consulat de Larnaca, dans une période d'instabilité politique, l'île étant partagée entre des sentiments hellènes et ottomans.
À la fin de la Monarchie de Juillet, Dagobert Fourcade et Théodore Goepp ne purent qu'assister, impuissants, au retrait de l'échelle de Larnaca de l'itinéraire des paquebots des Messageries nationales. Alors que jusqu'au début du XIXe siècle, le port était un véritable entrepôt des marchandises de la Syrie et de la Caramanie, venues de Jaffa, Caïpha, Beyrouth, Tripoli ou Alexandrette, répandant de larges bénéfices, la répression que l'affranchissement de la Grèce provoqua chez les Turcs se fit cruellement sentir à Chypre, dont le commerce s'appauvrit encore.
Alors que la guerre de Crimée fait rage, la situation politique évolue à Chypre. Les chrétiens du conseil sont désormais tous grecs et l'influence française diminue, les divers consuls, Doazan, Darasse ou du Tour, n'ayant eu qu'un rôle minime à jouer. Lorsqu'arrive le comte François Dumesnil de Maricourt en mars 1862, il ne peut que constater le déclin de l'influence française au profit de celle de l'Angleterre. Fort d'une longue carrière diplomatique, il se passionne pour les antiquités chypriotes. Il mourut du choléra en 1865. C'est à partir de là que vont s'accélérer les missions archéologiques, souvent conduites sous le contrôle du consulat. Le comte Tiburce Colonna-Ceccaldi, présent de 1866 à 1872, conduira plusieurs missions de recherche, assisté de son frère Georges, auteur de plusieurs ouvrages sur l'archéologie chypriote. Il découvre en particulier la « Dame de Trikomo », statue aujourd'hui exposée au Louvre. le baron Pierre Dubreuil, en poste de 1874 à 1878, ne semble pas s'être intéressé à l'archéologie locale, au contraire de ses successeurs Auguste Dozon et Eugène de Castillon-Saint-Victor (1881-1889.
Depuis l'ouverture du canal de Suez, en 1869, l'île de Chypre voit son trafic croître à nouveau, lui donnant une valeur géoéconomique et stratégique de première importance. Sur la route de la soie des Indes, l'île représente pour les Britanniques un point de contrôle vers l'Océan Indien. Des tractations secrètes aboutissent à l'accord de Constantinople du 4 juin 1878, qui accorde aux Britanniques le droit d'occuper et d'administrer Chypre, l'île demeurant néanmoins sous souveraineté ottomane. Cet accord provoque peu de changements au sein du consulat français, qui continue d'en rapporter à l'Ambassade de Turquie. Les recherches archéologiques deviennent désormais une des principales missions consulaires. Émile Boysset, consul de 1891 à 1900, et Edmond Hippeau, ont constitué d'importantes collections transmises à divers musées français. Ce dernier apportera aussi beaucoup d'enthousiasme à la diffusion de la langue française à Chypre qui avait peine à s'imposer au long du XIXe siècle. Il s’appuya sur des Chypriotes, amis de la France, et encouragea leurs desseins de développer la langue française dans l’enseignement chypriote qui était en cours de réorganisation. C’est ainsi que le français devenait une langue vivante dont l’apprentissage allait se renforcer au fil des décennies.

### XXesiècle

#### Première Guerre mondiale
En 1914, lors de l'entrée en guerre de la Turquie dans la Grande Guerre, le Royaume-Uni annexe Chypre et en fait un protectorat, puis, en 1925, malgré le vœu des Grecs de l'île, une colonie.

#### Indépendance de Chypre
Chypre devient une république indépendante en 1960. Un chargé d'affaires est nommé par la France dès le 16 août 1960, Robert Baudouy, auquel succède le premier ambassadeur de France résident à Chypre.

### XXIesiècle
Le 1er mai 2004, l’île adhère à l'Union européenne, dont la France est un État fondateur.

## Coopération éducative et culturelle

### Éducation
L'Alliance française de Limassol, en partenariat avec l'Institut français, est depuis de nombreuses années un acteur majeur de la promotion de la langue et de la culture françaises à Chypre. Plusieurs établissements scolaires et universitaires offrent des cours de français, ce qui renforce les liens éducatifs entre les deux pays. Dans un cadre informel, le français est enseigné dans des structures publiques telles que les Instituts publics de langues (150 apprenants en 2020-2021), les Centres d’éducation supplémentaire (90) ; à l’Académie chypriote (90); ou encore dans le privé à l’Institut français (400 apprenants), ou dans les AF de Limassol et de Paphos (111 apprenants). Grâce à la présence de L'école franco-cypriote, les relations entre Chypre et la langue française sont renforcées. L’école franco-chypriote a ensuite pour objectif de promouvoir les langues et les cultures françaises et chypriotes, dans une perspective européenne et internationale.

### Culture
Chypre est un État associé à l’Organisation internationale de la francophonie.

## Sources

## Compléments